# Ку-клукс-клан
Ку-клукс-клан (англ. Ku Klux Klan), сокращённо KKK (на английском звучит как Кей-Кей-Кей) — протестантская ультраправая расистская террористическая группа ненависти в США, отстаивавшая такие идеи, как превосходство белых и белый национализм. В середине XX века ку-клукс-клан выступал также против американских католиков, чернокожих, коммунизма. Третий клан (в настоящее время) выступает против гомосексуалов и толерантности. С этой организацией связывают появление понятия суд Линча.
Тайное террористическое общество было учреждено бывшими солдатами-южанами после поражения в Гражданской войне (1861—1865 гг.). Действиям членов ку-клукс-клана обычно предшествовало предупреждение, посланное в причудливой, но широко известной форме. В некоторых частях страны это была дубовая ветка с листьями, в других — семена дыни или зёрнышки апельсина. Получив такое предупреждение, жертва могла либо отречься от своих прежних взглядов, либо покинуть страну. Если человек игнорировал предупреждение, его ждала смерть.
Первый ку-клукс-клан был основан 24 декабря 1865 года на юге США. Но уже в начале 1870-х движение перестало существовать. В те времена они стремились свергнуть республиканское правительство Штатов на юге, особенно используя насилие против чернокожих. Тогда же появились знаменитые белые костюмы, состоявшие из мантии, маски и конического головного убора, созданные специально для устрашения.
Второй ку-клукс-клан был распространён по всей территории страны в начале и середине 1920-х. Члены ку-клукс-клана использовали те же белые костюмы и пароли, но был введён новый символ — горящий крест.
Третий ку-клукс-клан возник после Второй мировой войны как реакция на движение за гражданские права меньшинств. Второй и третий ку-клукс-кланы выступали за придание особых прав потомкам первых граждан США, победивших в Войне за независимость. Все три организации имеют богатый послужной список террористических актов.

## Происхождение названия

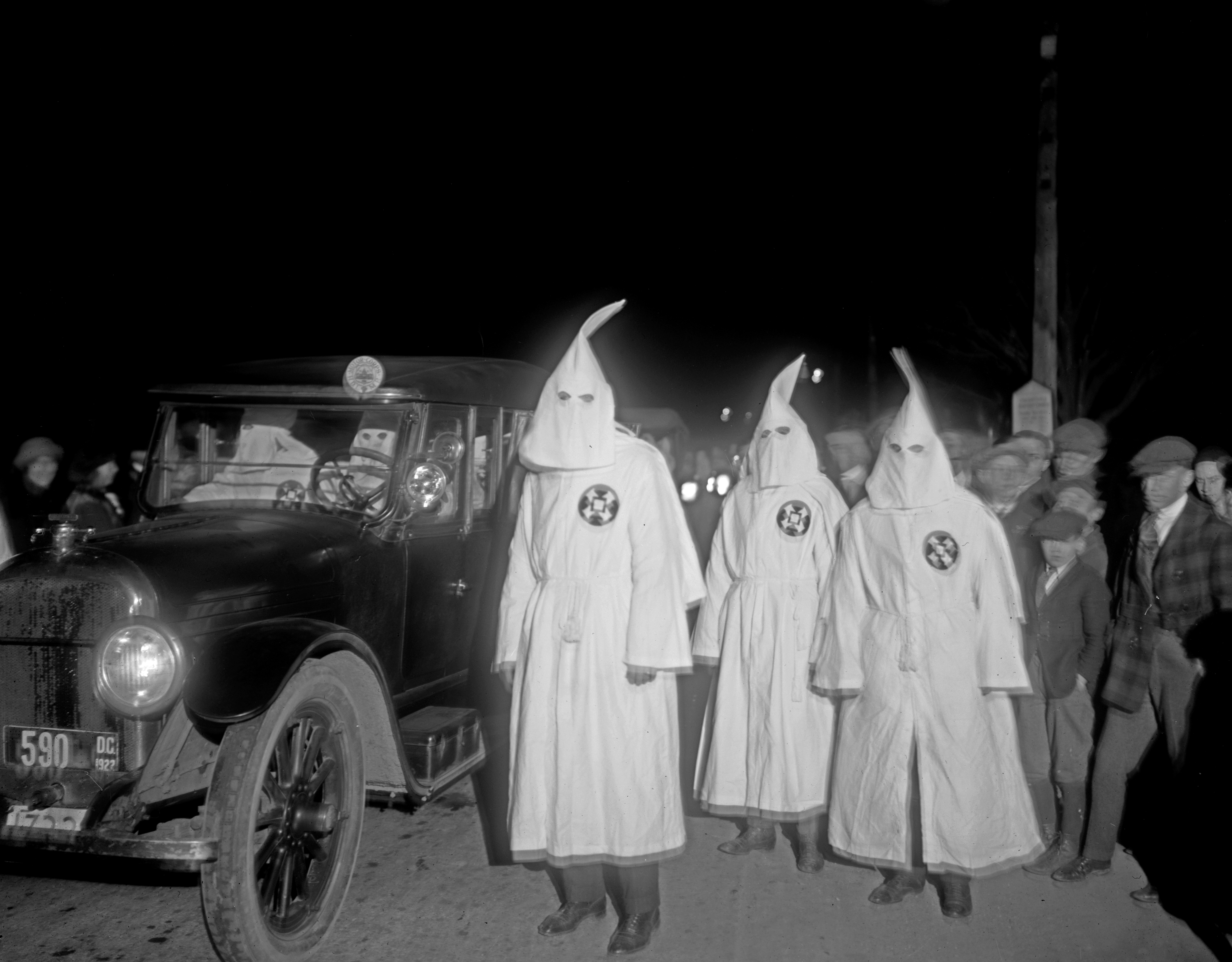
Униформа членов ку-клукс-клана

Вероятно, название образовано от др.-греч. κύκλος — круг, колесо, и англ. clan — родовая община, клан (у шотландцев и ирландцев). Также есть версия, что название связано с характерным звуком (лязгом) затвора винтовки при приведении её в боевое состояние. Ещё одна версия предполагает, что название произошло от лат. cucullus — капюшон.

## Предпосылки для появления организации
Гражданская война имела очень сильное влияние на взгляды населения США того времени. Реконструкция (1865—1877), начавшаяся на Юге после его поражения, сильно изменила уже сложившиеся отношения чёрного и белого населения страны и повысила уровень расизма среди белого населения.

## Создание ККК

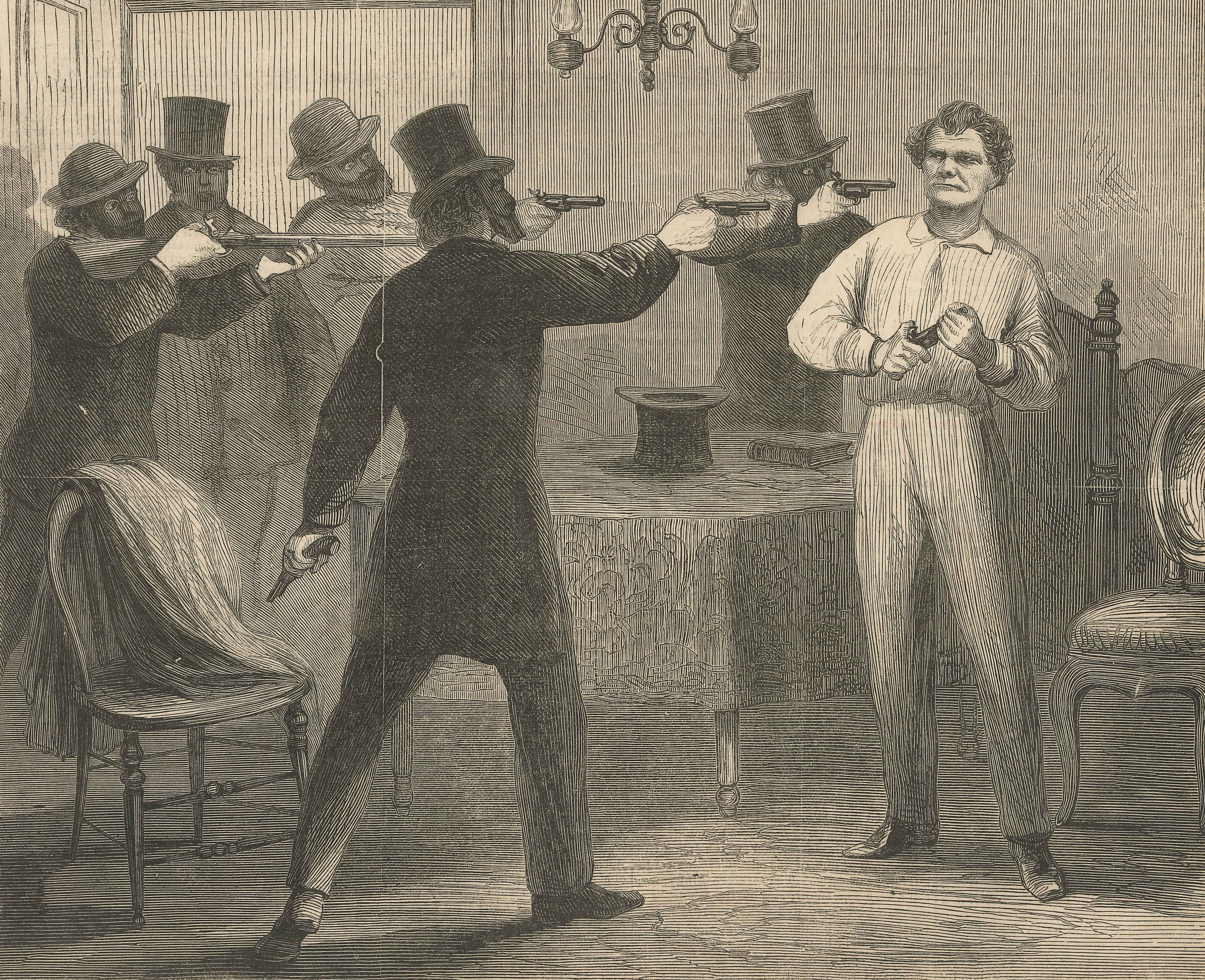
Убийство членами ку-клукс-клана Джорджа Эшберна, республиканца в штате Джорджия. Он стал первой жертвой клана в этом штате

24 декабря 1865 года, через полгода после прекращения сопротивления Юга, в городе Пьюласки штата Теннесси в кабинете судьи Томаса М. Джонса шесть ветеранов армии Юга создали тайную организацию, что известно благодаря мемориальной доске на стене здания местного суда (впоследствии мемориальная доска была демонтирована). Имена первых шести членов — основателей ку-клукс-клана:
- Капитан Джон С. Лестер (1834—1901), христианин, деноминация неизвестна;
- Майор Джеймс Р. Кроу (1838—1911), пресвитерианин;
- Адъютант Кэлвин Э. Джонс (1839—1872), сын судьи Томаса М. Джонса, член Епископальной церкви;
- Капитан Джон Б. Кеннеди (1841—1913), возможно, католик;
- Рядовой Фрэнк О. Маккорд (1839—1895), методист;
- Ричард Р. Рид, ветеран армии Юга, воинское звание и годы жизни неизвестны, пресвитерианин.

Именно Рид предложил название «Рыцари Киклос» («кюклос, или киклос (κύκλος)» с греч. — круг, окружность), но до этого существовало общество «Рыцари золотого кольца» (англ. Knights of the Golden Circle), тогда шотландец Кеннеди предложил слово «клан», что означало род, семью, связь близких людей.

## Первый ку-клукс-клан

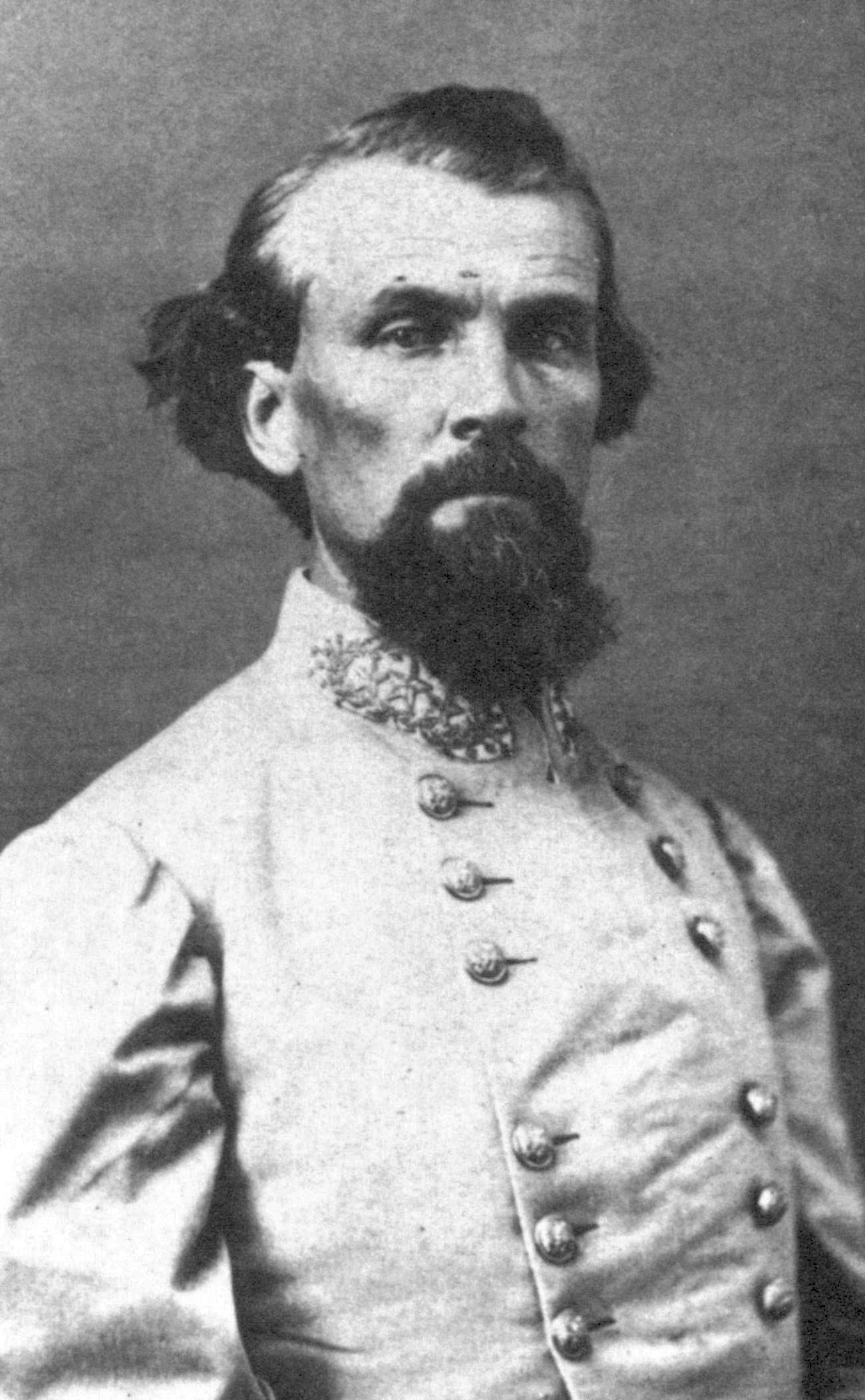
Натаниэль Бэдфорд Форрест

Первое время они только пугали людей, убийства начались не сразу. Например, они скакали по улицам города, закутавшись в белые простыни, что приводило в изумление и ужас жителей города, а их — развлекало.
Из-за своих суеверий первое время чернокожее население принимало клановцев за души погибших конфедератов (то есть южан). Страх прошёл только в 1866 году, когда появились раненые и убитые среди членов ку-клукс-клана.
Очень популярно общество было среди воевавших на стороне Юга людей, также среди расистов и бывших членов тайных обществ. Они организовывали отделения под названием «берлоги». С 1865 по 1867 последних насчитывали больше сотни. А к 1868 году вокруг них объединились все террористические организации южан.
1867 год знаменателен тем, что в апреле представители нескольких штатов собрались на своеобразный нелегальный конгресс, где ККК был реорганизован. Во-первых, название поменяли: Ku Klux Klan вместо Kuklux Klan, во-вторых, лидером движения стал Натаниэль Бэдфорд Форрест, бывший генерал армии Юга. Ему дали титул «Великого Магистра». Тогда же разработали конституцию, названную «Предписанием», где говорилось о целях организации: спасти страну от нашествия негров, белую расу от унижений и дать неграм права, удобные только белым.

«Хуже чем рабство»

### Структура ККК

Флаг клана

Была разработана довольно сложная структура организации. Само общество получило название «Невидимая империя Юга» (англ. Invisible Empire of the South), глава — «Великий Маг (Волшебник)» (англ. Grand Wizard), при котором был совет из 10 «Гениев». Каждый штат — это «Королевство», которым управляет «Великий дракон» и штаб из 8 «Гидр». В каждом «королевстве» есть «домены», во главе «доменов» — «Великие тираны» с помощниками («Фуриями»). «Домены» состоят из «провинций», главенство в которых у «Великих гигантов» и 4 «Домовых». Были и другие должности: «Циклопы», «Великие волхвы», «Великие казначеи», «Великие стражи», «Великие турки» и т. д. У каждого были свои обязанности. Рядовые члены — «Вампиры». Ещё был «Великий знаменосец», хранящий и оберегающий «Великое знамя», то есть регалии.
Несмотря на эту сложную систему, клан всё равно был плохо организован, хотя между локальными «пещерами» и «доменами» имелась координация, всё равно глобальной политики общество не вело. Существенных разногласий между «пещерами» и «доменами» не наблюдалось.

### Территория распространения

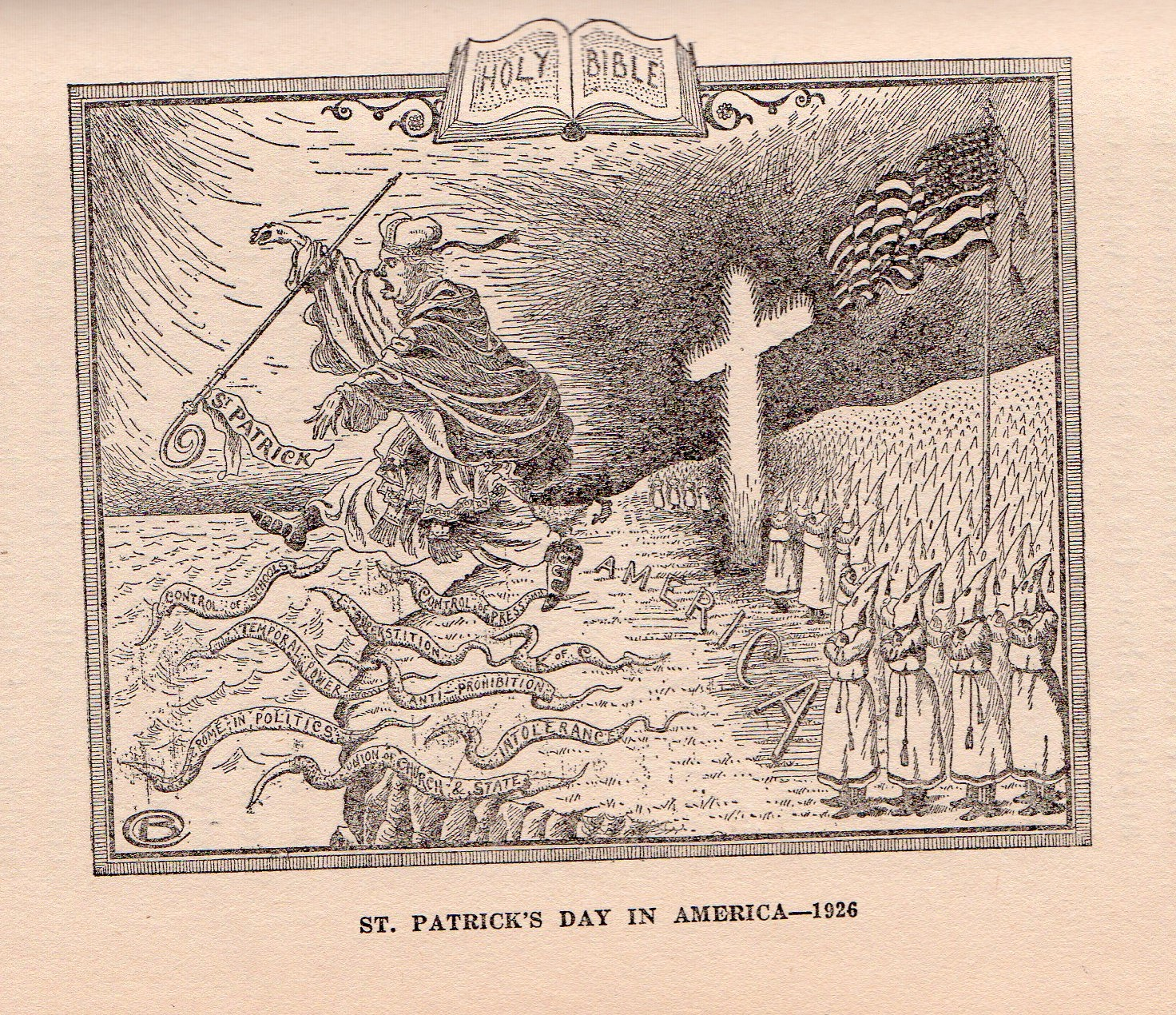
Ку-клукс-клан изгоняет из Америки Святого Патрика. Антикатолическая пропаганда «День Св. Патрика в Америке»

В 1868 году устав был пересмотрен, теперь деятельность организации разворачивалась на территории одиннадцати штатов. Больше всего поддерживали общество в Теннесси, Алабаме, Северной Каролине и Луизиане. После уничтожения организации в 1871—1872 годах она снова воскресла и уже на 1 января 1922 года имела примерно 1500 отделений. Организация действовала в 45 штатах, где функционировали около 600 местных подразделений. Вся территория США была разделена на 9 групп — «доменов», во главе которых стояли «Великие Гоблины», жившие в Бостоне, Нью-Йорке, Филадельфии, Чикаго, Атланте, Сент-Луисе, Хьюстоне и Лос-Анджелесе.

### Численность организации
По данным «Великого Магистра» Форреста (1868 год), в Клане состояло свыше 550 тыс. чел, по другим данным — 2 млн. К концу 1868 года число его членов достигло 600 тыс. человек. В большинстве своём это были солдаты и офицеры армии южан.

### Маскировка

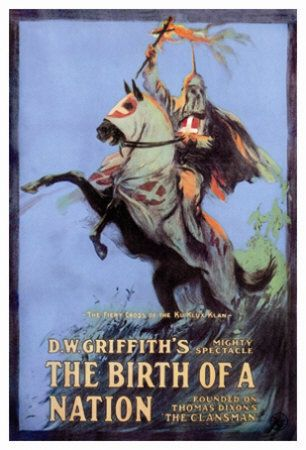
Обложка фильма «Рождение нации»

Члены организации придумали давать ячейкам множество других названий, чтобы, когда клановца приводили к присяге, он мог сказать, что состоит не в ККК, а в каком-нибудь «Белом братстве» или в обществе «Рыцари белой камелии», или «Стражи Конституции», «Рыцари чёрного креста» и др. Мистическое поведение, таинственные шествия — обязательный атрибут клана. Характерные черты — секретность и таинственность — необходимы для конспирации рядовых членов, чтобы пугать темнокожих. Часто достаточно было дать понять «нежелательному лицу» о его ненужности, как он сразу переезжал в другое место.
Организация имела сложную систему конспирации. Члены никогда открыто не собирались в одном месте. За огласку секретов полагалась смерть. Существовала сложнейшая система явок и паролей. Каждый член организации обязательно имел свисток и знал определённые сигналы. Ни один из членов никогда не знал заранее ни места следующей встречи, ни настоящих имён других членов организации.

### Терроризм

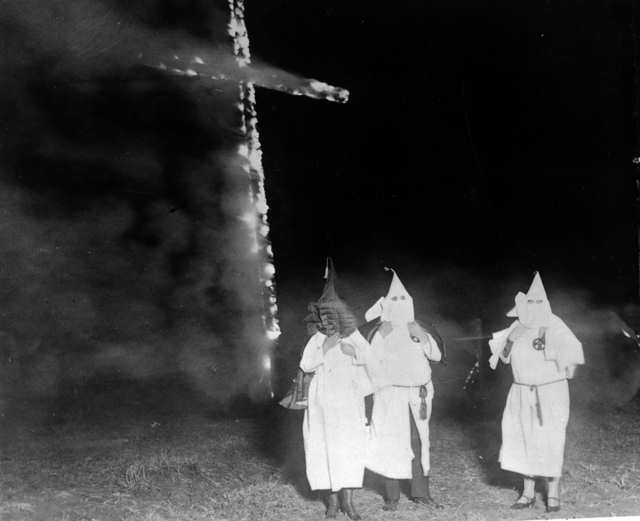
Члены организации на фоне знаменитого символа «горящего креста»

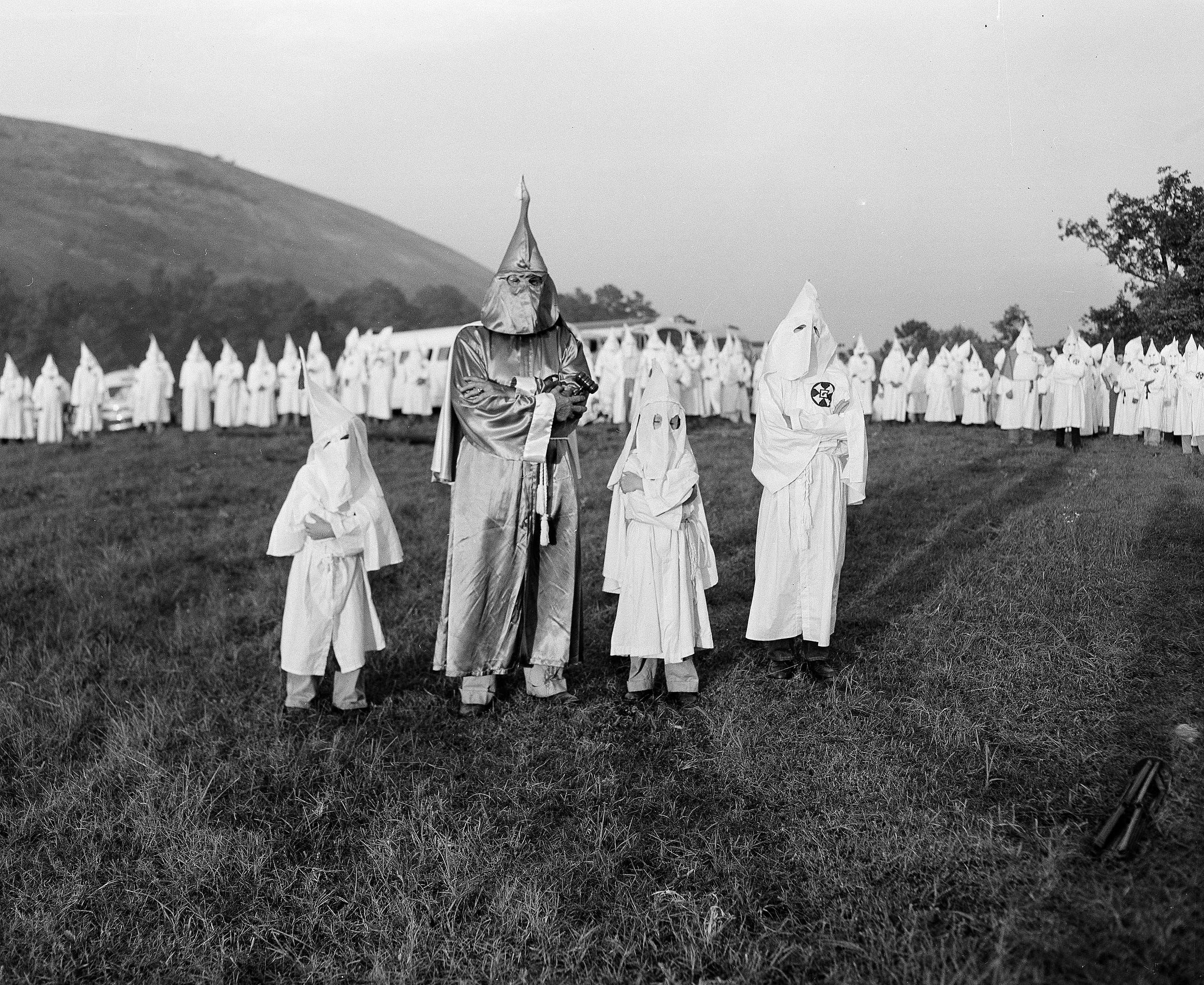
Принятие детей в состав ку-клукс-клана, 1948 год

Хотя исследователи сходятся на том, что организация возникла не как террористическая, а как тайное общество с неопределёнными целями, схожими с масонскими, развиваться оно стало именно с расистским подтекстом. С каждым годом, с увеличением власти и численности членов организации, росло число жертв и степень жестокости.
Была создана сложная информационная сеть для убийств и поджогов. Группы численностью, в зависимости от операции, от 10 до 500 человек, действовали чрезвычайно оперативно и не оставляли свидетелей. Убийства стали жестокими, жертв вешали, топили, калечили.
В 1880 году член палаты представителей Г. Вильсон утверждал, что 130 тысяч человек убиты только за их политическую деятельность. Действовали не только грубой силой. Например, Гиббс, один из радикалов во Флориде, устроил дома настоящий арсенал, окружив себя охранниками. Но и это не помогло — Гиббса отравили.
Объектом террора являлись не только чернокожие люди, но и белые республиканцы. Любой белый, прибывший с севера для работы среди чернокожих, подвергался нападениям со стороны членов клана. Объединённая Комиссия по реконструкции сообщала о многочисленных фактах террора против белых, в частности, об убийствах солдат и офицеров федеральной армии.

### Меры американских властей
Во многих штатах, в том числе в штате Теннесси, родном штате основателей общества, губернатор принимал различные меры, чтобы справиться с самоуправством и жестокостью, но всё безуспешно. Полиция была не в состоянии подавить ККК.
В результате клановцы добились огромной власти почти во всех штатах Юга. Жёсткие законы губернаторов не помогали, но общество существовало ещё недолго, пока федеральное правительство не начало вмешиваться в их деятельность.
В обеих Каролинах, где ку-клукс-клан был особенно силён, его жестокость перешла все границы, и губернатор обратился к президенту с просьбой военного решения вопроса. В остальных штатах потребовалось вмешательство федерального правительства, где были ярые противники подобных организаций. Самым известным и активным из них был Бенджамин Батлер, приложивший все усилия, чтобы добиться проведения официального расследования. Оно состоялось в 1870 году, а уже на следующий год на столе Верховного судьи лежал подробный отчёт о проделанной работе, где говорилось следующее:

…Ку-клукс-клан, или Невидимая Империя Юга, включающая в себя большое число людей самых различных классов, обладающая собственной конституцией и законами, совершает насильственные действия, направленные против членов Республиканской партии. Члены Клана врываются в дома чернокожего населения с целью грабежа, насилия и убийства законопослушных граждан…

20 апреля 1871 года Конгресс США издал закон, направленный на пресечение деятельности ку-клукс-клана (Ku Klux Klan Act of 1871). Он давал президенту полномочия отменять право личной неприкосновенности и прибегать к оружию для поддержания законов.
Когда ку-клукс-клан в очередной раз стал творить бесчинства и насилия в октябре 1871 года, президент объявил об осадном положении в девяти округах Каролины и предпринял многочисленные аресты. Сотни активистов были арестованы и заключены в тюрьмы решениями военного трибунала, что было одной из важных причин прекращения деятельности организации, но из руководителей организации почти никто не понёс уголовной ответственности.

### Роспуск организации
Генерал Форрест (он же «Великий маг») официально распустил ККК в 1871 году. Точные причины роспуска неизвестны, высказываются разные предположения, в частности: сам руководитель стремился к сохранению тайны организации, а она вышла из-под контроля; возможно он решил, что она не отвечает указанным в «предписании» целям и задачам. Или на него могло надавить федеральное правительство, и у него не было выхода.

## Второй ку-клукс-клан

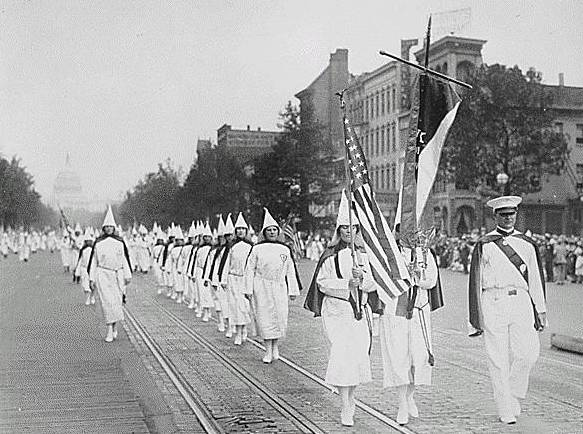
Парад ку-клукс-клана в Вашингтоне в 1928 году

27 октября 1915 года в офисе И. Р. Кларксона, адвоката Симмонса, под председательством спикера Законодательного собрания штата Джорджия Д. У. Бейла, в присутствии 36 человек (из которых двое являлись «вампирами» при «великом маге» Форресте) состоялось учредительное собрание нового ку-клукс-клана.
4 декабря 1915 года «Невидимая империя» получила право на легальное существование и на использование прежних атрибутов, традиций, регалий Клана. Вновь воссозданная организация насчитывала несколько сотен тысяч членов. Новым «отцом» ку-клукс-клана стал Уильямс Симмонс — оратор, участник испано-американской войны 1898 года.
В годы Великой депрессии и Второй мировой войны ку-клукс-клан фактически прекратил своё существование. Официально ККК распущен в 1944 году, восстановлен в 1946 году, раскололся на ряд группировок в 1949 году. 1960-е годы ознаменовались возрождением деятельности организации, тогда террору (избиения, вооружённые покушения, взрывы) подвергались активисты борьбы за гражданские права.

## Жертвы

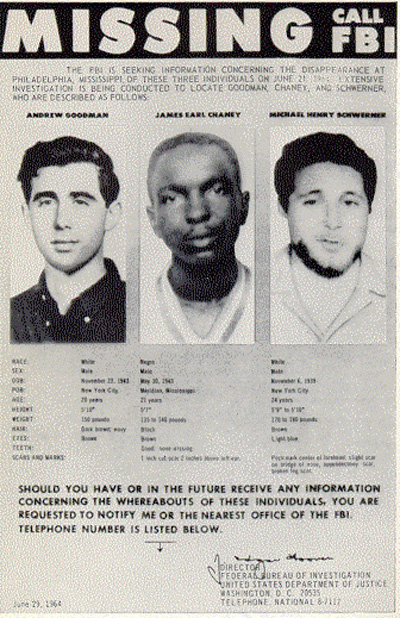
Объявление о розыске трёх гражданских активистов, похищенных Кланом в 1964 г.

С первых дней основания ку-клукс-клана и до наших дней главным врагом для «рыцарей невидимой империи» были и остаются чернокожие люди. Остальные менялись вместе с общественным и политическим развитием Юга. Сначала это были «саквояжники» — дельцы, стремившиеся в обстановке послевоенного хаоса прибрать к рукам собственность в южных штатах, и сторонники равенства гражданских прав. С 1920-х годов к ним прибавились евреи, католики, коммунисты, лидеры профсоюзных и забастовочных комитетов, новые иммигранты, в особенности китайцы. Позже в «чёрный список» организации были включены гомосексуалы. Наиболее радикальные представители ку-клукс-клана считают своим главным врагом федеральное правительство, и некоторые из них были осуждены за покушения на государственных служащих и судей.

## Третье возрождение
В 1970-х годах ку-клукс-клан пережил своё третье рождение. В промежутке между 1975 и 1979 годами численность организации выросла с 6,5 до 10 тысяч человек. В этот период члены организации активно участвовали в борьбе с коммунистической партией, в том числе криминальными методами. Так 3 ноября 1979 года в Гринсборо, штат Северная Каролина, пять участников демонстрации с анти-ку-клукс-клановскими лозунгами, организованной левыми профсоюзами, были убиты клановцами. 21 марта 1981 года в Мобиле, штат Алабама три члена «Объединённого клана Америки» линчевали 19-летнего Майкла Дональда. Судебное разбирательство продолжалось несколько лет, один из участников был казнён в 1997 году, остальные получили длительные тюремные сроки. Мать Майкла Дональда подала в суд на «Объединённый клан Америки», что стало прецедентом успешного судебного иска против расистской организации.
ФБР с середины 1970-х годов принимало эффективные меры по внедрению агентов и провокаторов в эту секретную организацию. Постепенно благодаря действиям правительства главные идеологи были арестованы, и движение не получило дальнейшего распространения. В 1993 году «Невидимая империя» была распущена, но один из идеологов уже организовал своё подразделение Клана — «Белых конфедератов», хотя в них были считанные единицы членов движения.
В 2010-х и 2020-х годах ку-клукс-клан не образует единой организации, к нему относят себя небольшие группы активистов, сосредоточенные почти исключительно в южных штатах, но также приверженцы его действуют и в других странах.

## Символика
В качестве обозначения ку-клукс-клана может использоваться число 33 или 33/6, так как буква «K» латинского алфавита имеет 11-й порядковый номер, а три начальных «К» в названии образуют в сумме число 33. Цифра 6 прибавляется теми приверженцами ку-клукс-клана, которые считают, что организация находится на 6-м этапе существования.

## В массовой культуре
Литература
- «Пять зёрнышек апельсина» — рассказ Артура Конана Дойла, входящий в сборник «Приключения Шерлока Холмса».
- «Пора убивать» — роман Джона Гришэма, опубликованный в 1989 году.
- «Унесённые ветром» — роман-эпопея Маргарет Митчелл.

Кино
- 1915 — «Рождение нации» (реж. Дэвид Уорк Гриффит)
- 1937 — «Чёрный легион» (реж. Арчи Майо)
- 1951 — «Штормовое предупреждение» (реж. Стюарт Хейслер)
- 1965 — «Взгляд на жизнь» (реж. Джордж Лукас)
- 1982 — «Игрушка» (реж. Ричард Доннер)
- 1983 — «Порки 2: На следующий день» (реж. Боб Кларк)
- 1983 — «Сумеречная зона»
- 1988 — «Преданный» (реж. Коста-Гаврас)
- 1988 — «Миссисипи в огне» (реж. Алан Паркер)
- 1989 — «Флетч жив» (реж. Майкл Ритчи)
- 1993 — «Соммерсби» (реж. Джон Эмиел)
- 1995 — «Истории из морга» (реж. Расти Кандифф)
- 1995 — «Суперищейка» (реж. Аарон Норрис)
- 1996 — «Камера» (реж. Джеймс Фоули)
- 1996 — «Время убивать» (реж. Джоэл Шумахер), экранизация романа Джона Гришэма «Пора убивать»
- 1998 — «Внезапное нападение» (реж. Эрнест Дикерсон)
- 2000 — «О, где же ты, брат?» (реж. братья Коэн)
- 2012 — «Джанго освобождённый» (реж. Квентин Тарантино)
- 2013 — «Дворецкий» (реж. Ли Дэниелс)
- 2014 — «Сельма» (реж. Ава Дюверней)
- 2016 — «Закон ночи» (реж. Бен Аффлек)
- 2017 — «Ферма „Мадбаунд“» (реж. Ди Рис)
- 2018 — «Чёрный клановец» (реж. Спайк Ли)
- 2019 — «Лучшие враги» (реж. Робин Бисселл)
- 2019 — «Крёстный отец Гарлема» (реж. Джон Ридли)

Видеоигры
В компьютерных играх Red Dead Redemption 2, Mafia III и Wolfenstein II: The New Colossus можно встретить участников ку-клукс-клана.
Музыка
- The KKK Took My Baby Away — песня американской панк-рок группы Ramones
- «K.K.K.» — песня российской трэш-метал группы «Коррозия металла»